# 雲盗り暫平
『雲盗り暫平』（くもとりざんぺい）は、さいとう・たかをによる日本の劇画である。1983年から1988年にかけて『リイドコミック』（リイド社）に掲載された。

## 概要
徳川吉宗の治世である享保年間を舞台に、元忍者の盗人・雲盗り暫平の活躍を描いた作品で、物語は暫平が依頼人から「○○を盗んでほしい」と依頼を受け、それを実行する過程をコミカルに描いてゆくのが基本的な流れであるが、シリアスなストーリーや、妖術を使う敵との対決、史実を無視した荒唐無稽な話などもある。

## 登場人物
暫平 / 雲盗り暫平
元は幕府に仕える隠密で「雲の暫平」と呼ばれていたが、徳川吉宗の命を救ったことの褒美として自由を得て、「身一つで空の雲さえ盗ってのける」が売り物の盗人となった。組織に縛られることを嫌い、性豪で女癖が悪い半面、他人の難儀を見過ごせない正義感の強さがあり、売られた喧嘩は買う男である。彼の仕事は基本的に、依頼主から報酬を受けて仕事を行うスタンスだが、報酬はそれほど高額ではない。他人の難儀を救う場合は無償で行うことすらある。もっとも、報酬に関してのこの姿勢はあまり世間に広まっておらず、高額の報酬をふっかけると誤解された場合もあった。仕事をする場合は忍術とからくり技術、さらには人脈と依頼人などの協力者を用いて行う。特に得意とするのは変装術であり、自作の材質不明の変装用のマスクを作成して変装する。ちなみに坊主頭は変装の都合上によるものである。なるべく殺傷をしないのが基本だが、非道な相手に対峙した場合や自衛の場合は殺害も伴うこともある。なお、蛇が苦手だが、仕事中に遭遇した場合は我慢してしのいでいる。
お国
暫平と交際している銭湯の女主人。暫平が盗賊とは知らなかったが、柳生によって暫平の素性を暴露される。暫平を誘き出す囮に使われてしまったが、暫平を救うために暫平に化けたことにより、大岡配下の鉄砲隊に射殺されてしまう。その亡骸も柳生によって囮に使われるが奪還され、海に流された。
柳生三郎
南町奉行所が常に暫平を取り逃がしていることに業を煮やした幕閣によって派遣された、火付盗賊改に所属する凄腕の同心。暫平と宿敵・ライバル関係にあり、人生の望みは暫平を斬ることと公言している。盗賊を容赦なく斬り捨てるところから「阿修羅」の異名を持ち、前述の通り暫平捕縛のためお国を利用するなど、手段を選ばないところがある。一方で、暫平の意図を読めなかったり、女性の扱いに疎いところがあったりする。しかし後に、追跡の過程でより凶悪な第三者の陰謀に直面し、結果的に暫平と連携してこれを解決する事例が重なるなど、腐れ縁の関係になっていく。時には酒を酌み交わしたり、暫平の盗みの対象者が捜査に非協力的で、かつ問題がある時などは内心で応援したり、依頼内容が厳密には窃盗でない場合には協力さえするようになる。
容姿は同じ作者のキャラクターであるゴルゴ13に瓜二つであるが、感情表現は比較的豊かである。
牙王
暫平が飼っている犬。暫平の盗みでも活躍する忠犬で、仕掛けに利用する野犬の群れを率いるリーダー犬を倒してそのまま群れを率いたこともある。

### 実在の人物
大岡忠相
江戸南町奉行。名奉行として名高い人物だが、この作品では名奉行は表向きで、裏では商人から賄賂を受け取る、自身の出世のために他の幕閣重臣の悪事を探る、といった描写がなされ、容姿も醜悪に描かれている。暫平の前では歯が立たず、幾度も煮え湯を飲まされている。
徳川吉宗
江戸幕府8代将軍。暫平の元主君で、自身を救った暫平に褒美として御役御免＝自由を与えた。その後も時折依頼人として、幕府内で表沙汰にできない用件を暫平に依頼することもある。尾張はじめ御三家にしばしば秘かに叛かれ、しかし公にして取り潰す訳にもいかず苦慮していたが、暫平の「潰さずに、盗る」との示唆から御三卿の創設を思い立ち、のちに将軍職継承における御三家の影響力を事実上排除することとなった。作中の描写では、史実と異なり優男風に描かれる。
平賀源内
蘭学や物理現象の探求に熱心な少年。史実では少年期には高松藩の国元にいるはずだが、作中では理由は不明ながら江戸に住んでおり、研究の実験のために暫平の力を借りたり、逆に依頼遂行に必要な蘭学の知識を提供するなど協力関係にある。後述の続編では成人した姿で登場するが、その過去編では成人後に初めて出会ったかのような描写がされており、矛盾が生じている。
青木昆陽
江戸時代中期の学者。
日本左衛門
江戸時代中期の盗賊。

## 派生作品
土光てつみの作画、よこみぞ邦彦・桜小路むつみの脚本による続編『二代目雲盗り暫平』（当初のタイトルは『雲盗り暫平 万、盗んで候』（ - よろず、ぬすんでそうろう））が、『コミック乱』（リイド社）に2010年9月号から2014年8月号まで連載された。暫平の娘・お蘭が二代目雲盗り暫平として、老いた父と共に活躍するストーリーである。2014年12月から2016年2月までは『コミック乱増刊 鬼平犯科帳総集編』で『二代目雲盗り暫平ゼロ』として連載され、二代目を襲名する前のお蘭の姿が描かれた。

## 書籍リスト
- さいとう・たかを 『雲盗り暫平』 リイド社〈SPコミックス〉、全34巻
- さいとう・たかを 『雲盗り暫平』ワイド版 リイド社〈SPコミックス〉、全15巻
- さいとう・たかを 『雲盗り暫平』（文庫版） リイド社〈リイド文庫〉、全6巻 ※選集
  1. 雲盗り暫平 1 処女、頂戴仕る。 2001年6月10日発売[10]、ISBN 4-8458-2146-X
  2. 雲盗り暫平 2 据膳、頂戴仕る。 2001年7月10日発売[11]、ISBN 4-8458-2147-8
  3. 雲盗り暫平 3 虹の大橋、頂戴仕る。 2001年8月9日発売[12]、ISBN 978-4-8458-2148-8
  4. 雲盗り暫平 4 神様、頂戴仕る。 2001年9月7日発売[13]、ISBN 978-4-8458-2149-5
  5. 雲盗り暫平 5 富士山、頂戴仕る。 2001年10月9日発売[14]、ISBN 978-4-8458-2150-1
  6. 雲盗り暫平 6 地震、頂戴仕る。 2001年11月10日発売[15]、ISBN 4-8458-2151-6
- 著者：土光てつみ、原作：さいとう・たかを 『二代目雲盗り暫平』 リイド社〈SPコミックス SPポケットワイド〉、各巻 ※コンビニコミック
  1. 二代目雲盗り暫平 天女、盗んで候。 2011年4月25日発売、ISBN 978-4-8458-4124-0
  2. 二代目雲盗り暫平 遊女、盗んで候。 2011年12月26日発売、ISBN 978-4-8458-4125-7
  3. 二代目雲盗り暫平 女狐、盗んで候。 2012年12月24日発売、ISBN 978-4-8458-4126-4